# Kleinlangheim
Kleinlangheim település Németországban, azon belül Bajorországban. Lakosainak száma 1664 fő (2023. december 31.).

## Népesség
A település népessége az elmúlt években az alábbi módon változott:
| Lakosok száma | 1235 | 1439 | 1352 | 1447 | 1697 | 1732 | 1751 | 1736 | 1652 | 1664 |
|               | 1875 | 1950 | 1975 | 1987 | 2012 | 2014 | 2016 | 2017 | 2021 | 2023 |